# Cherche partenaires désespérément
Cherche partenaires désespérément (Friends with Benefits) est une série télévisée américaine en treize épisodes de 22 minutes créée par Scott Neustadter et Michael H. Weber, dont seulement douze épisodes ont été diffusés entre le 5 août et le 9 septembre 2011 sur le réseau NBC.
En Belgique, la série est diffusée depuis le 6 avril 2013 sur Club RTL. Néanmoins, elle reste inédite dans les autres pays francophones.

## Distribution

### Acteurs principaux
- Ryan Hansen (VF : Julien Allouf) : Ben Weymouth
- Danneel Harris (VF : Aurélia Bruno) : Sara Maxwell
- Jessica Lucas (VF : Marie-Eugénie Maréchal) : Riley Elliot
- Zach Cregger (VF : Antoine Doignon) : Aaron Greenway
- André Holland (VF : Éric Aubrahn) : Julian « Fitz » Fitzgerald

### Acteurs secondaires
- Alexandra Holden (VF : Laura Blanc) : Dakota (épisode 1)
- Valerie Azlynn (en) (VF : Bénédicte Bosc) : Kristen (épisode 3)
- Jennifer Chang (VF : Chloé Renaud) : Ula (épisode 3)
- Tina Lifford (en) (VF : Cathy Cerda) : Marsha (épisode 4)
- Travis Schuldt (VF : Constantin Pappas) : Steve (épisode 4)
- Ryan McPartlin (VF : Stéphane Pouplard) : Evan Macklam (épisode 5)
- Amber Stevens (VF : Flora Kaprielian) : Caroline (épisode 7)
- Kaylee DeFer : Mary Webber (épisode 8)
- Arielle Vandenberg (VF : Flora Kaprielian) : Lana (épisode 8)
- Ali Cobrin (VF : Chloé Renaud) : Hope Prater (épisode 9)
- Pete Wentz : Joe (épisode 10)
- Abby Wathen (VF : Chloé Renaud) : Clementine (épisode 11)
- Scott Michael Foster (VF : Charles Germain) : Daniel (épisode 12)
- John Forest (VF : Charles Germain) : Clay (épisode 13)
- Azita Ghanizada (en) (VF : Chloé Renaud) : Tasi (épisode 13)
- Danso Gordon (de) (VF : Charles Germain) : Clay Carlin

- Version française
  - Société de doublage : Synchro France[4],[5]
  - Direction artistique : Catherine Lafond[4]
  - Adaptation des dialogues : Catherine Lafond, Pascale Loko, Christine Avery, Sophie Roux et Perrine Dézulier[4]

 Source et légende : version française (VF) sur RS Doublage et Doublage Séries Database

## Production
Le projet a d'abord été présenté au réseau ABC en septembre 2009 avant de recevoir une commande de pilote chez NBC à la mi-février 2010.
Le casting a débuté au début mars 2010, dans cet ordre : Fran Kranz (Aaron), Patrick J. Adams (Ben) et Danneel Harris, Ian Reed Kessler (Fitz), Jessica Lucas, puis Ryan Hansen remplace Patrick J. Adams.
Le 14 mai 2010, la série a été commandée mais sans Fran Kranz et Ian Reed Kesler, et place donc la série pour la mi-saison.
À la fin juin 2010, Andre Holland reprend le rôle de Fitz, puis Zach Cregger reprend le rôle d'Aaron.
Le 8 juin 2011, NBC place finalement la série dans la case du samedi à 20 h à partir du 25 juin 2011, mais change ses plans le lendemain en la déplaçant au vendredi soir en août.

## Épisodes
1. Les Amis, les amours, les galères ! (Pilot)
2. Petits conseils foireux entre amis (The Benefit of the Mute Button)
3. La Grande Illusion (The Benefit of the Unspoken Dynamic)
4. Vive l'amnésie (The Benefit of Forgetting)
5. Le Chemin du bonheur (The Benefit of the Right Track)
6. L'Art de créer des malentendus (The Benefit of Keeping Your Ego in Check)
7. Carnaval et quiproquos (The Benefit of Mardi Gras)
8. Fausses routes (The Benefit of Mentors)
9. Trop superficiels (The Benefit of Being Shallow)
10. Le Vampire de cervelle (The Benefit of Avoiding the Mindbanger)
11. Au lit, y'a du boulot ! (The Benefit of Putting in the Work)
12. Je t'aime, moi non plus (The Benefit of Friends)
13. La Vérité si je mens (The Benefit of Full Disclosure)